# Pero flora
Pero flora är en fjärilsart som beskrevs av D. Jones 1912. Pero flora ingår i släktet Pero och familjen mätare. Inga underarter finns listade i Catalogue of Life.